# Pic du Taillon
Der Pic du Taillon (französisch) oder Pico Taillón (spanisch), Punda Negra (aragonesisch) ist ein 3144 msnm hoher Berg in den Pyrenäen auf der Grenze zwischen Frankreich und Spanien. Er ist aufgrund seiner Nähe zum Cirque de Gavarnie und Brèche de Roland ein beliebter Aussichtsberg.

## Aufstieg
Die einfachste Route zum Aufstieg beginnt beim Col de Tentes und führt zur Refuge des Sarradets. Der weitere Weg verläuft durch die Brèche de Roland auf die spanische Südseite und über den Ostrücken zum Gipfel.